# Trochicola enterica
Trochicola enterica is een eenoogkreeftjessoort uit de familie van de Mytilicolidae. De wetenschappelijke naam van de soort is voor het eerst geldig gepubliceerd in 1914 door Dollfus.